# Lozuvatka, Sînelnîkove
Lozuvatka (în ucraineană Лозуватка) este un sat în așezarea urbană Ilarionove din raionul Sînelnîkove, regiunea Dnipropetrovsk, Ucraina.

## Demografie
Componența lingvistică a localității Lozuvatka
     Ucraineană (85,48%)
     Rusă (9,68%)
Conform recensământului din 2001, majoritatea populației localității Lozuvatka era vorbitoare de ucraineană (85,48%), existând în minoritate și vorbitori de rusă (9,68%) și armeană (4,84%).